# Jerzy Wójcik (pilot)
Jerzy Wójcik (ur. 14 maja 1927 w Skierniewicach, zm. 20 października 1999 we Wrocławiu) – pułkownik pilot Sił Zbrojnych Polskiej Rzeczypospolitej Ludowej, oficer Lotnictwa Operacyjnego, dowódca 7 Brygady Lotnictwa Bombowego (1964-1973).

## Życiorys
W latach 1934–1940 uczył się w szkole powszechnej w Warszawie. Po wojnie uczył się w liceum ogólnokształcącym w Skierniewicach. Po zdaniu egzaminów maturalnych 1 października 1948 roku podjął naukę w Oficerskiej Szkole Lotniczej w Dęblinie. Przeszedł program szkolenia dla pilotów samolotów bombowych. Szkołę ukończył we wrześniu 1950 roku i został promowany do stopnia chorążego. Następnie rozpoczął wieloletnią służbę w 7 Pułku Lotnictwa Bombowego w Poznaniu, gdzie był kolejno pilotem, starszym pilotem, dowódcą klucza lotniczego (1951-1953), pomocnikiem dowódcy eskadry lotniczej do spraw pilotażu (1953-1954), dowódcą eskadry (luty-czerwiec 1954), pomocnikiem dowódcy pułku do spraw pilotażu (czerwiec-sierpień 1954) i dowódcą 7 Pułku Lotnictwa Bombowego (1954-1959). Pułk ten wchodził w skład 15 Dywizji Lotnictwa Bombowego.
W latach 1959–1963 studiował w Akademii Sztabu Generalnego WP w Rembertowie. Po ukończeniu uczelni był doradcą dowódcy 33 Pułku Lotnictwa Rozpoznania Operacyjnego w Modlinie. W 1964 został dowódcą 7 Brygady Lotnictwa Bombowego w Powidzu. Brygada ta została w 1968 roku przeformowana na 7 Brygadę Lotnictwa Rozpoznawczo-Bombowego. Funkcję dowódcy brygady pełnił do sierpnia 1973 roku.
W latach 1973–1987 był pomocnikiem dowódcy Śląskiego Okręgu Wojskowego we Wrocławiu do spraw lotnictwa.
Ze względu na stan zdrowia został 16 września 1987 przeniesiony w stan spoczynku.
Pilot wojskowy pierwszej klasy, z nalotem ogólnym ponad 2000 godzin.

## Odznaczenia
- Krzyż Oficerski Orderu Odrodzenia Polski (1977)
- Krzyż Kawalerski Orderu Odrodzenia Polski (1970)
- Złoty Krzyż Zasługi (1956)
- Srebrny Krzyż Zasługi (1952)
- Złoty Medal „Siły Zbrojne w Służbie Ojczyzny”
- Srebrny Medal „Siły Zbrojne w Służbie Ojczyzny”
- Brązowy Medal „Siły Zbrojne w Służbie Ojczyzny”
- Złoty Medal „Za zasługi dla obronności kraju”
- Srebrny Medal „Za zasługi dla obronności kraju”
- Brązowy Medal „Za zasługi dla obronności kraju”
- inne medale i odznaczenia

## Źródła
- Zenon Matysiak, W szeregu lotniczych pokoleń. Dzieje podchorążych XXII promocji Oficerskiej Szkoły Lotniczej w Dęblinie 1948-1950, Zespół Wydawniczy Wojsk Lotniczych i Obrony Powietrznej, Poznań 1998, str. 223-224
- Józef Zieliński, Dowódcy Pułków Lotnictwa Polskiego 1921-2012, Wydawnictwo Bellona, Warszawa 2015, str. 397